# Радуга

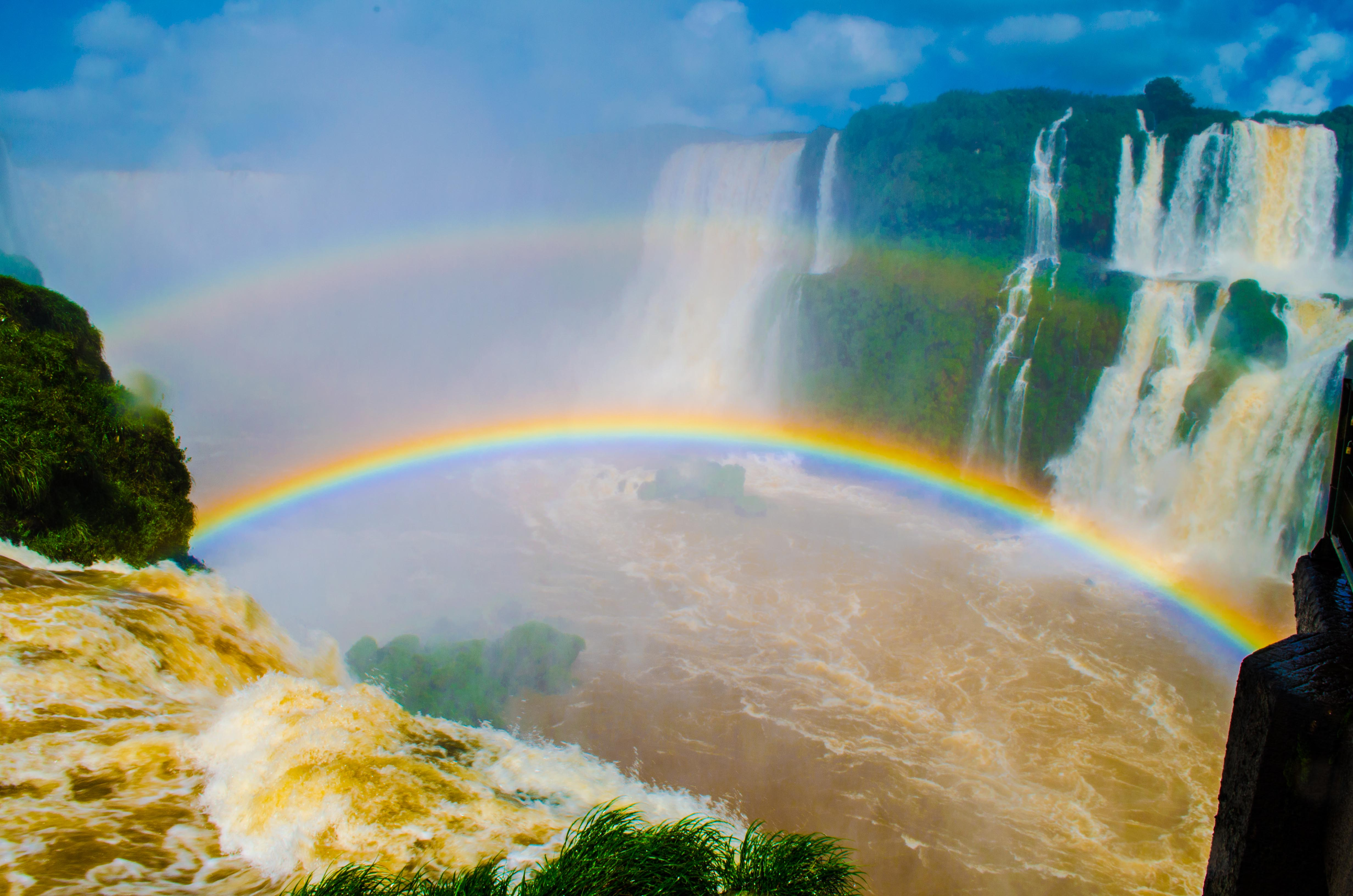
Двойная радуга над водопадом Игуасу

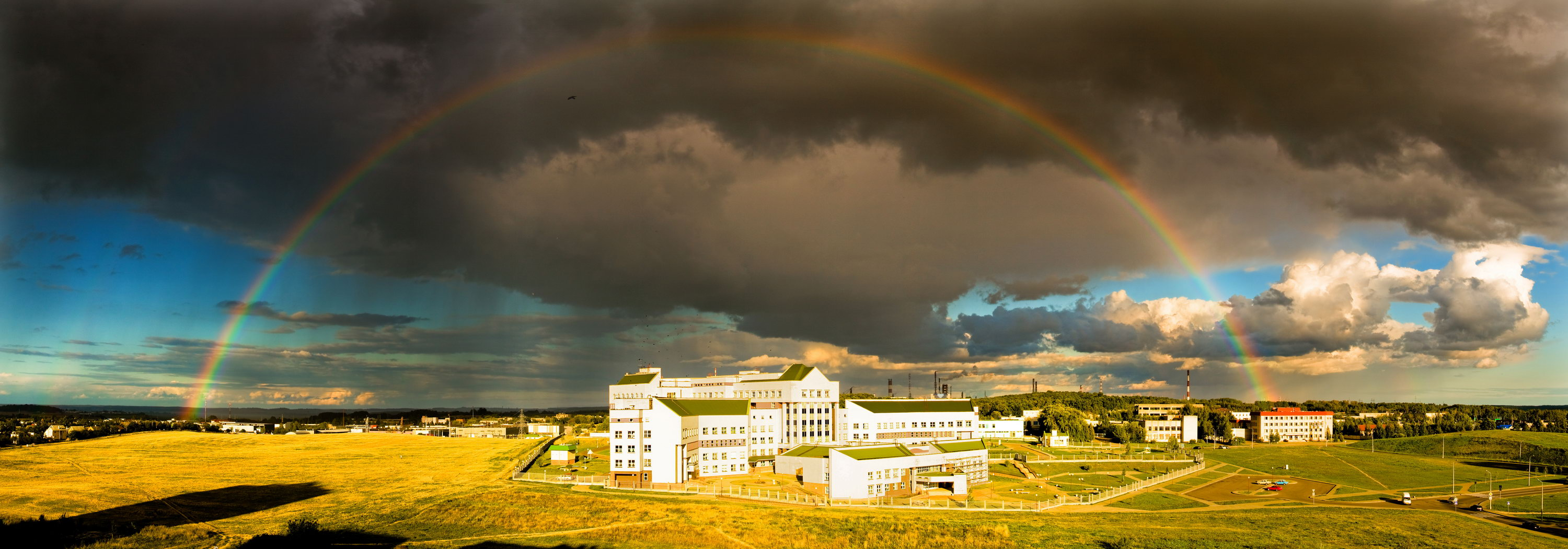
Радуга над городом Гродно, Беларусь

Ра́дуга — атмосферное, оптическое и метеорологическое явление, наблюдаемое при освещении ярким источником света (в природе Солнцем или Луной — см. лунная радуга) множества водяных капель (дождя или тумана). Радуга выглядит как разноцветная дуга или окружность, составленная из цветов спектра видимого излучения (от внешнего края: красный, оранжевый, жёлтый, зелёный,, голубой, синий, фиолетовый). Это те семь цветов, которые принято выделять в радуге в русской культуре (возможно, вслед за Ньютоном, см. ниже), но на самом деле спектр непрерывен, и его цвета плавно переходят друг в друга через множество промежуточных оттенков.
Центр окружности, описываемой радугой, лежит на прямой, проходящей через наблюдателя и солнце, в антисолнечной точке; при этом солнце всегда находится за спиной наблюдателя. Угловой радиус окружности — 42 градуса. Для наблюдателя на земле радуга обычно выглядит как дуга окружности, чем ниже солнце над горизонтом, тем ближе дуга к половине окружности, а высота верхушки радуги над землёй — к 42 градусам. Чем выше точка наблюдения, тем дуга полнее (с высокой точки или с самолёта можно увидеть и полную окружность из радуги). Когда солнце поднимается выше 42 градусов над горизонтом, окружность возможного появления радуги оказывается ниже уровня земли, и наблюдатель, находящийся на её поверхности, увидеть радугу не может. Приблизиться к радуге, как и к горизонту, невозможно.

## Физика радуги

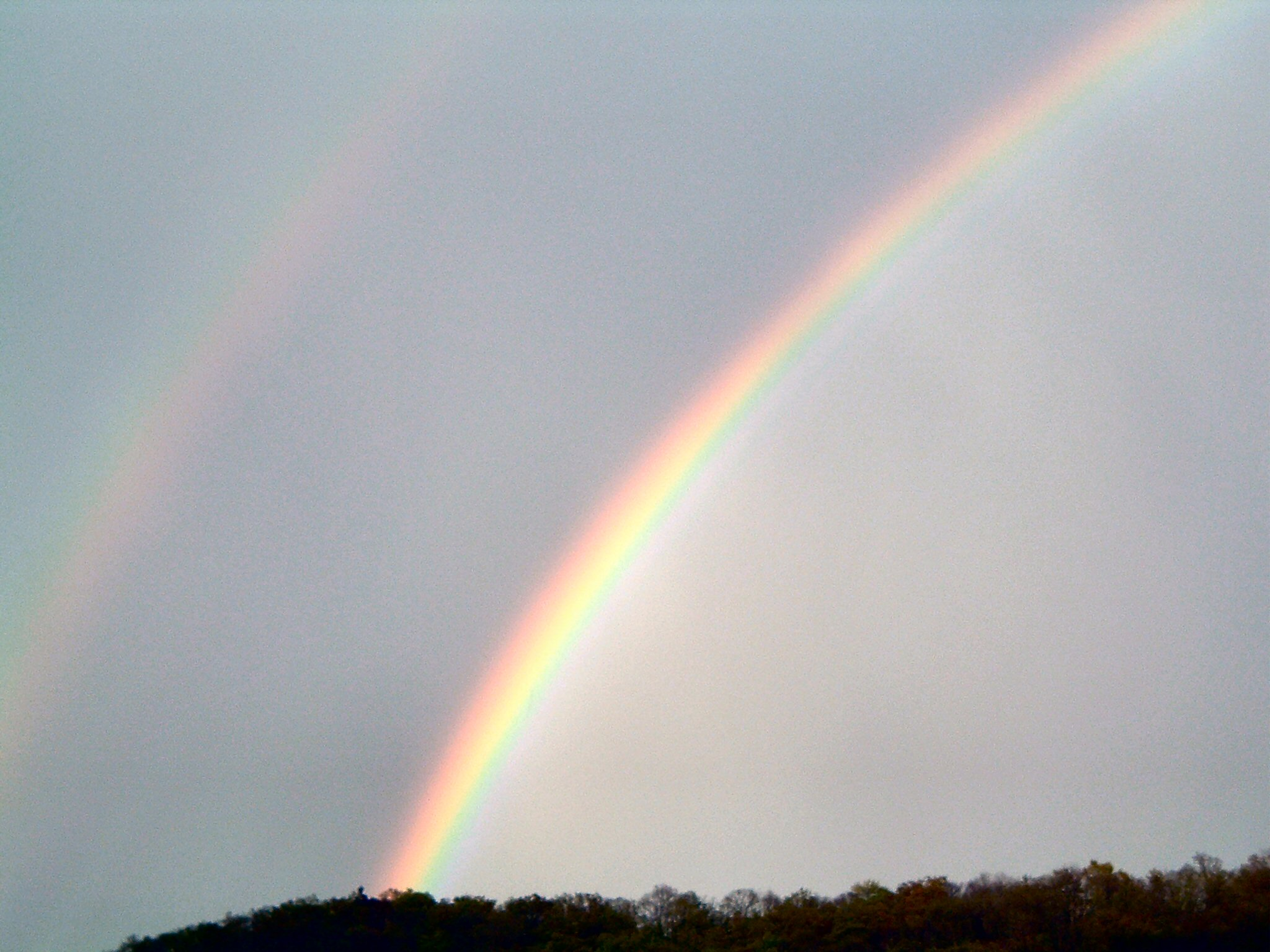
Первичная и вторичная радуги с полосой Александра между ними

Преломление света при его переходе в среду с иной оптической плотностью

Радуга возникает из-за того, что солнечный свет преломляется и отражается капельками воды (дождя или тумана), парящими в атмосфере. Эти капельки по-разному отклоняют свет разных цветов (показатель преломления воды для более длинноволнового (красного) света меньше, чем для коротковолнового (фиолетового), поэтому слабее всего отклоняется красный свет — на 137°30’, а сильнее всего фиолетовый — на 139°20’). В результате белый свет разлагается в спектр. Наблюдатель, стоящий спиной к источнику света, видит разноцветное свечение, которое исходит из пространства по концентрическим окружностям (дугам).

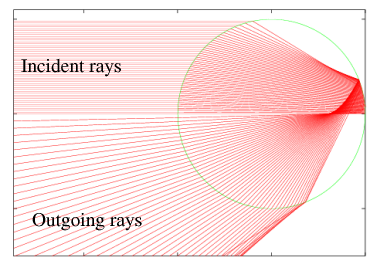
Ход лучей в сферической капле, образование первичной радуги

Радуга представляет собой каустику, возникающую на сферической капле при преломлении и отражении (внутри неё) плоскопараллельного пучка света. Как показано на рисунке для пучка монохроматического света, отражённый свет имеет максимальную интенсивность для определённого угла между источником, каплей и наблюдателем. Этот максимум весьма «острый»: бо́льшая часть света выходит из капли, развернувшись практически точно на один и тот же угол. Дело в том, что угол, под которым из капли уходит отражённый и преломлённый ею луч, немонотонно зависит от расстояния от падающего (первоначального) луча до оси, параллельной ему и проходящей через центр капли. Эта зависимость имеет гладкий экстремум. Поэтому больше всего света капля разворачивает именно на этот угол и близкие к нему. Значения этого угла немного различаются для разных показателей преломления, соответствующих лучам разного цвета. При этом угле и возникает отражение-преломление максимальной яркости, составляющее (от разных капель) радугу; «яркие» лучи от разных капель образуют конус с вершиной в зрачке наблюдателя и осью, проходящей через наблюдателя и солнце.

Для одного отражения внутри капли такой угол имеет одно значение, для двух — другое, и т. д. Этому соответствует первичная (радуга первого порядка), вторичная (радуга второго порядка) и т. д. радуга. Первичная — самая яркая, она уносит из капли бо́льшую часть света. В природе радуги порядка, большего чем второй, обычно не удаётся увидеть, так как они очень слабы.
1. сферическая капля,
2. внутреннее отражение,
3. первичная радуга,
4. преломление,
5. вторичная радуга,
6. входящий луч света,
7. ход лучей при формировании первичной радуги,
8. ход лучей при формировании вторичной радуги,
9. наблюдатель,
10. область формирования первичной радуги,
11. область формирования вторичной радуги,
12. облако капелек

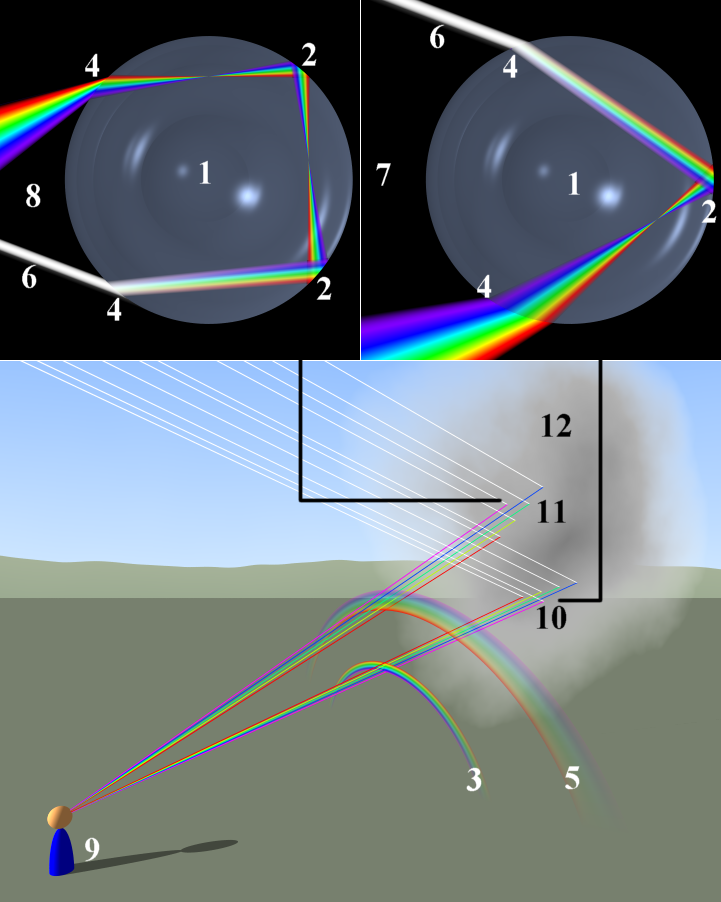
Схема образования радуги:

Чаще всего наблюдается первичная радуга, при которой свет претерпевает одно внутреннее отражение. Ход лучей показан на рисунке справа вверху. В первичной радуге красный цвет находится снаружи дуги, её угловой радиус составляет 40—42°.
Иногда можно увидеть ещё одну, менее яркую радугу вокруг первой. Это вторичная радуга, которая образована светом, отражённым в каплях два раза. Во вторичной радуге «перевёрнутый» порядок цветов — снаружи фиолетовый, внутри красный. Угловой радиус вторичной радуги 50—53°. Небо между двумя радугами обычно заметно более тёмное, эту область называют полосой Александра.
Появление радуги третьего порядка в естественных условиях чрезвычайно редко. Считается, что за последние 280 лет было только 6 научных сообщений о наблюдении данного феномена. В то же время благодаря применению специальных методов фотосъёмки и последующей обработки полученных фотографий удаётся зарегистрировать радуги четвёртого, пятого и даже, как предполагается, седьмого порядков.
В лабораторных условиях удаётся получать радуги гораздо более высоких порядков. Так, в статье, опубликованной в 1998 году, утверждалось, что авторы, используя лазерное излучение, получили радугу двухсотого порядка.
Свет первичной радуги поляризован на 96 % вдоль направления дуги, вторичной на 90 %.
В яркую лунную ночь можно наблюдать и радугу от луны. Поскольку рецепторы человеческого глаза, работающие при слабом освещении, — «палочки» — не воспринимают цвета, лунная радуга выглядит белёсой; чем ярче свет, тем «цветнее» радуга (в её восприятие включаются цветовые рецепторы — «колбочки»).

## Необычные радуги

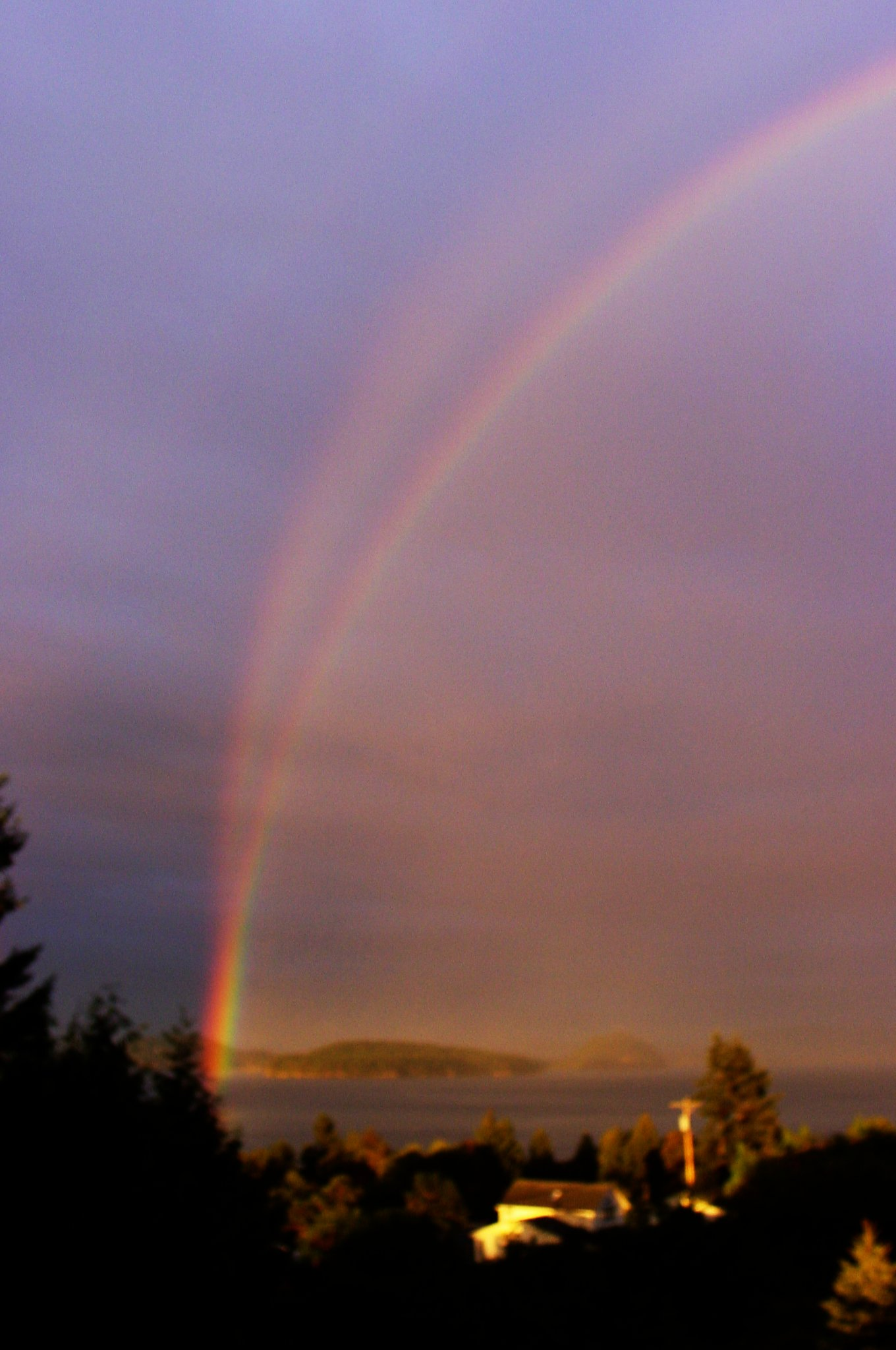
Отражённая радуга (верхняя) и основная радуга (нижняя) на закате

Чаще всего наблюдается простая радуга-дуга, но известно много других оптических феноменов, которые возникают по похожим причинам или похоже выглядят. Например, туманная (белая) радуга, возникающая на очень маленьких капельках тумана, и огненная радуга (один из видов гало), возникающая на перистых облаках. Похож на радугу и слабый паргелий — гало в 22° слева и справа от солнца. Ночью можно увидеть лунную радугу.
Когда радуга появляется над поверхностью воды (или над другой отражающей поверхностью, например, мокрым песком), может возникнуть так называемая отражённая радуга (англ.  reflection rainbow). Она появляется, когда солнечный свет отражается от поверхности воды до того, как попадает на дождевые капли, где происходит преломление. Водная поверхность должна быть достаточно большой, спокойной и близкой к стене дождя. Из-за большого количества условий отражённая радуга — редкое явление.
Отражённая радуга пересекает основную на уровне горизонта, далее проходит над ней. Так как солнечный свет предварительно отражается от воды, яркость отражённой радуги ниже основной.

## Явления, похожие на радугу

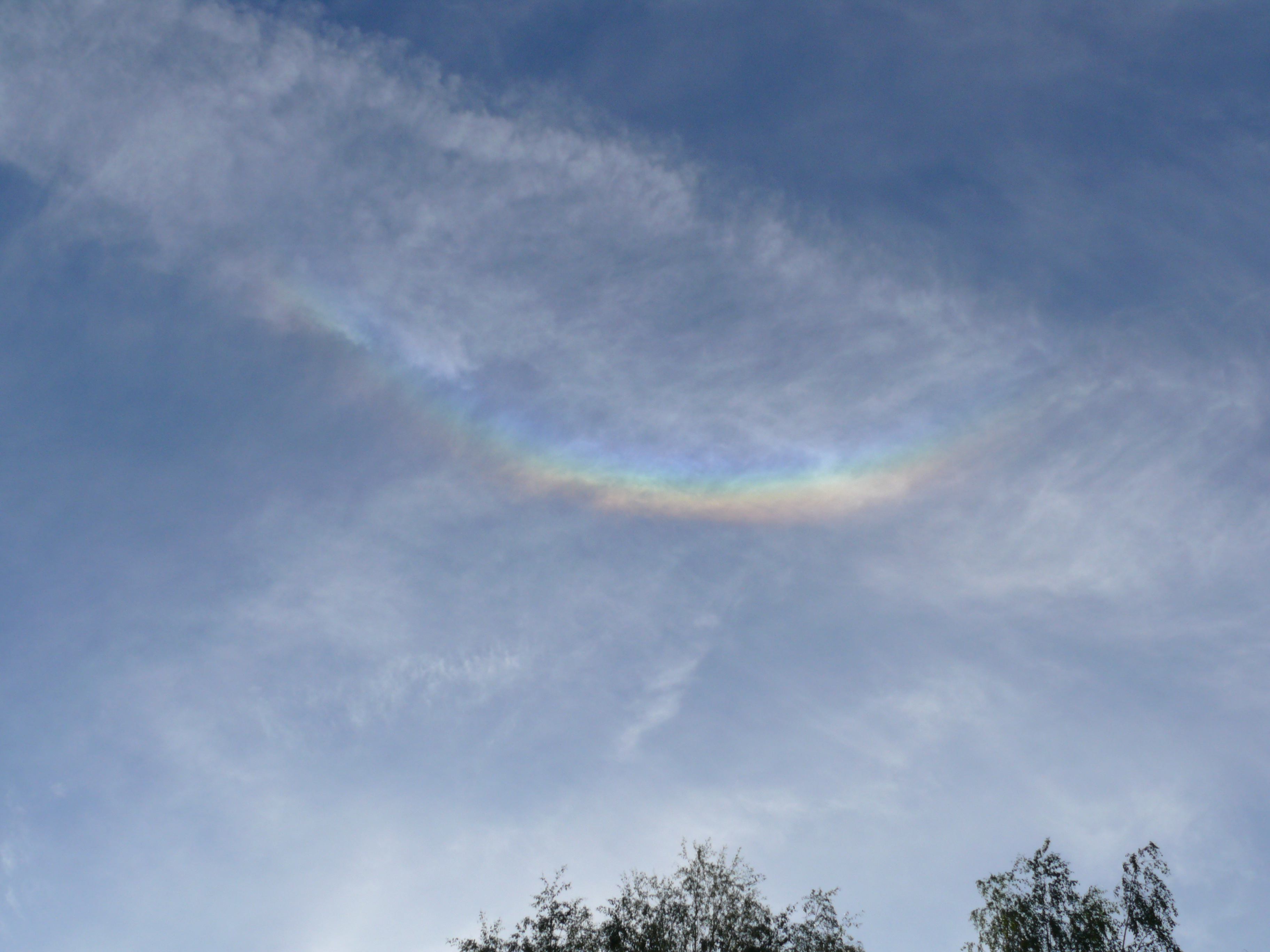
Перевёрнутая радуга

При определённых обстоятельствах можно увидеть двойную, перевёрнутую или даже кольцевую радугу. На самом деле это явления другого процесса — преломления света в кристаллах льда, рассеянного в атмосфере, и относятся к гало.
Для появления в небе перевёрнутой радуги (околозенитной дуги, зенитной дуги — одного из видов гало) необходимы специфические погодные условия, характерные для Северного и Южного полюсов. Перевёрнутая радуга образуется за счёт преломления света, проходящего через льдинки тонкой завесы облаков на высоте 7—8 тысяч метров. Цвета в такой радуге располагаются тоже наоборот: фиолетовый вверху, а красный — внизу.

## История исследования

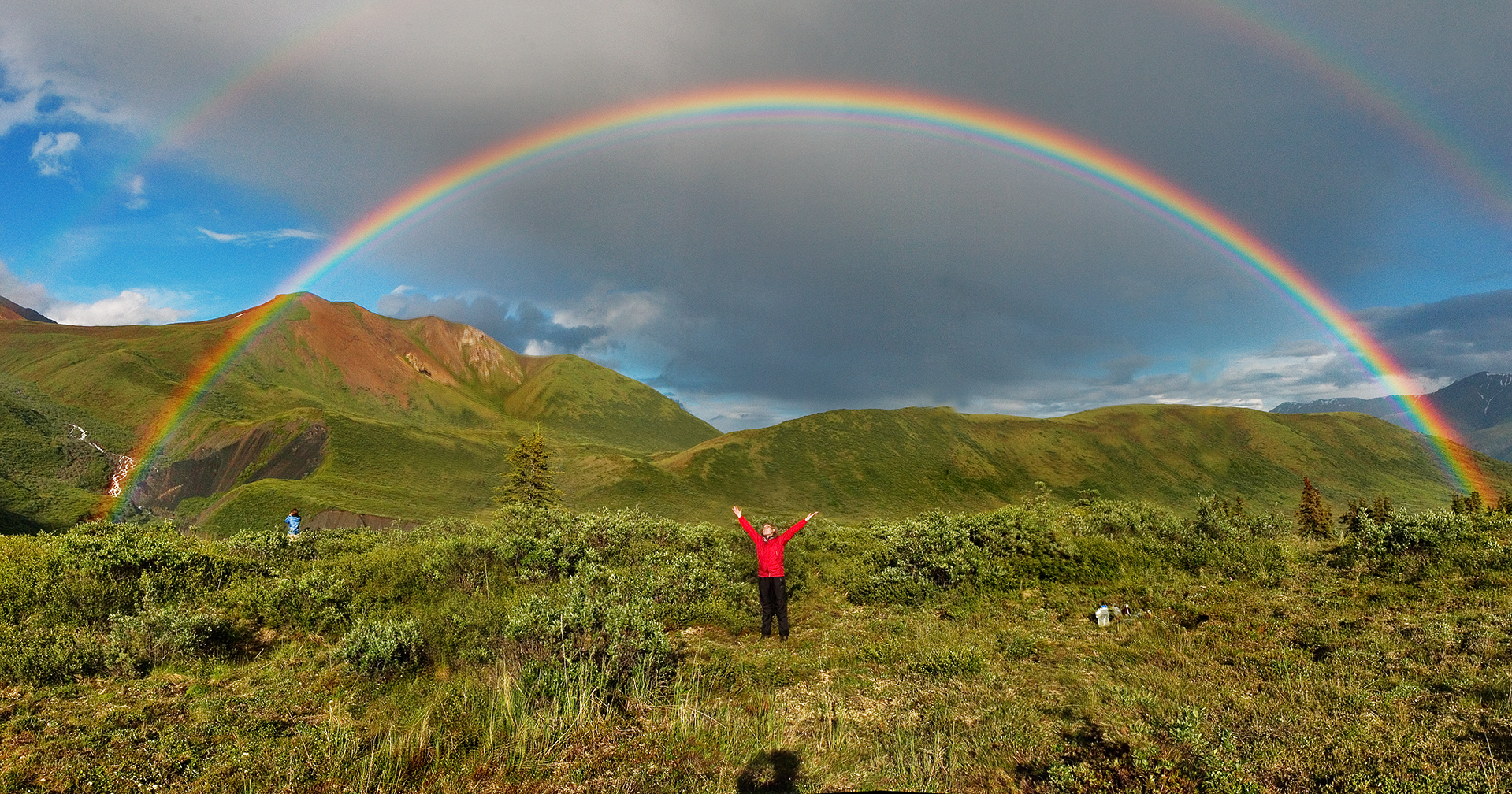
Радуга на Аляске

Персидский астроном Кутб ад-Дин аш-Ширази (1236—1311), а возможно, его ученик Камал ад-Дин аль-Фариси (1260—1320), видимо, был первым, кто дал достаточно точное объяснение феномена. Примерно одновременно аналогичное объяснение радуги предложили немецкий учёный Дитер Фрейбургский и английский учёный-богослов Роджер Бэкон.
Общая физическая картина радуги была описана в 1611 году Марком Антонием де Доминисом в книге «De radiis visus et lucis in vitris perspectivis et iride». На основании опытных наблюдений он пришёл к заключению, что радуга получается в результате отражения от внутренней поверхности капли дождя и двукратного преломления — при входе в каплю и при выходе из неё.
Рене Декарт дал более полное объяснение радуги в 1637 году в труде «Рассуждение о методе» (часть «Метеоры», глава «О радуге»). Рассмотрев путь 10 тысяч лучей в капле, он установил, что лучи от 8500-го до 8600-го выходят под одним и тем же углом 41,5 градуса к первоначальному их направлению и, следовательно, этот угол — преобладающий для лучей. Он также установил, что вторичная радуга возникает в результате двух преломлений и двух отражений, а лучи в этом случае выходят из капли в основном под углом 51—52 градуса к первоначальному направлению.
И. Ньютон в трактате «Оптика» дополнил теорию Декарта и де Доминиса разъяснением причин возникновения цветов радуги и противоположного порядка расположения цветов в первичной и вторичной радугах. Ньютон выделял семь цветов: красный, оранжевый, жёлтый, зелёный, синий, индиго и фиолетовый.

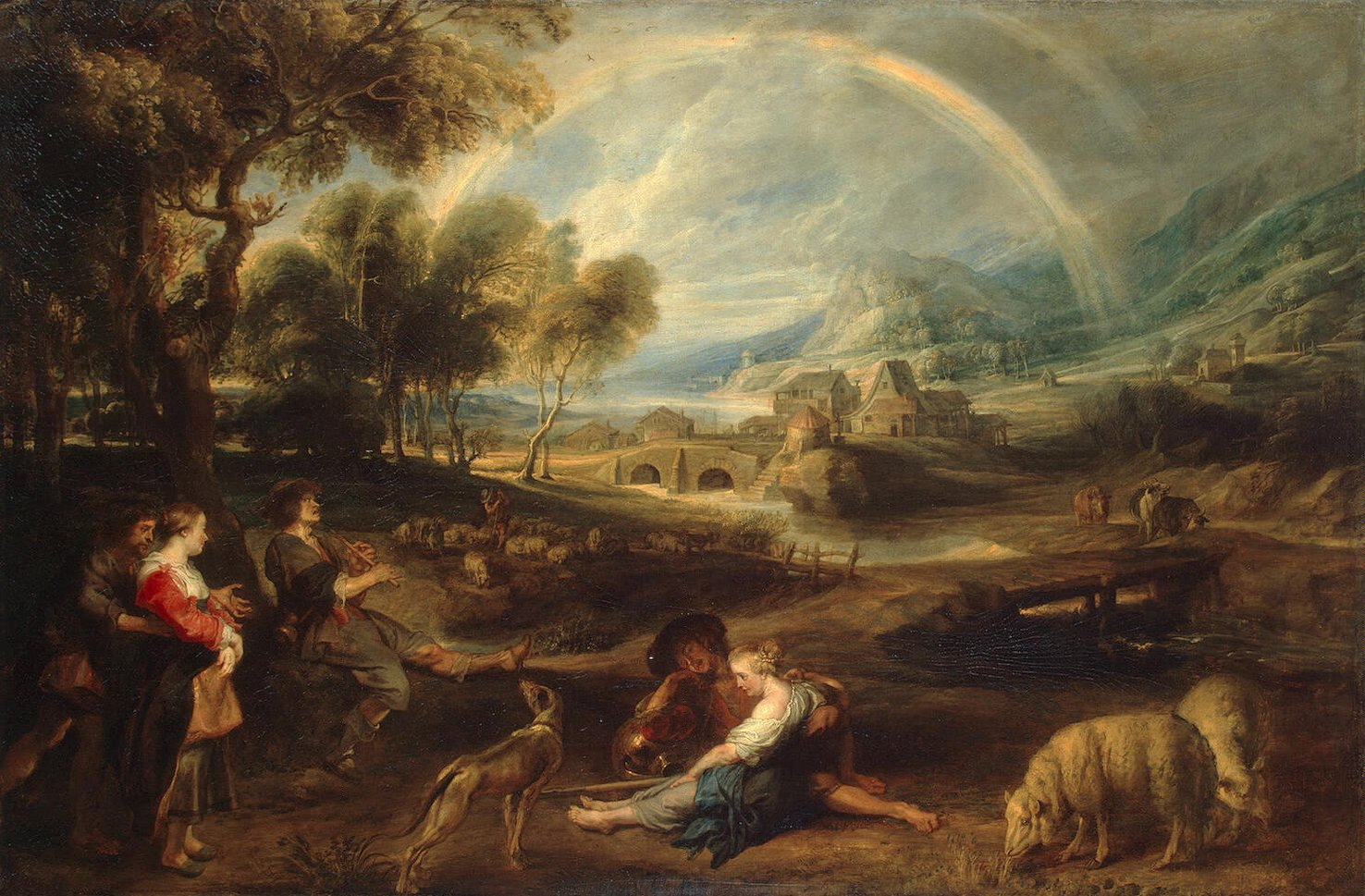
Двойная радуга в ландшафте, картина Питера Рубенса

Хотя многоцветный спектр радуги непрерывен, во многих странах в нём выделяют 7 или 6 (например, в англоязычных странах) цветов. Считают, что первым выбрал число 7 Ньютон.

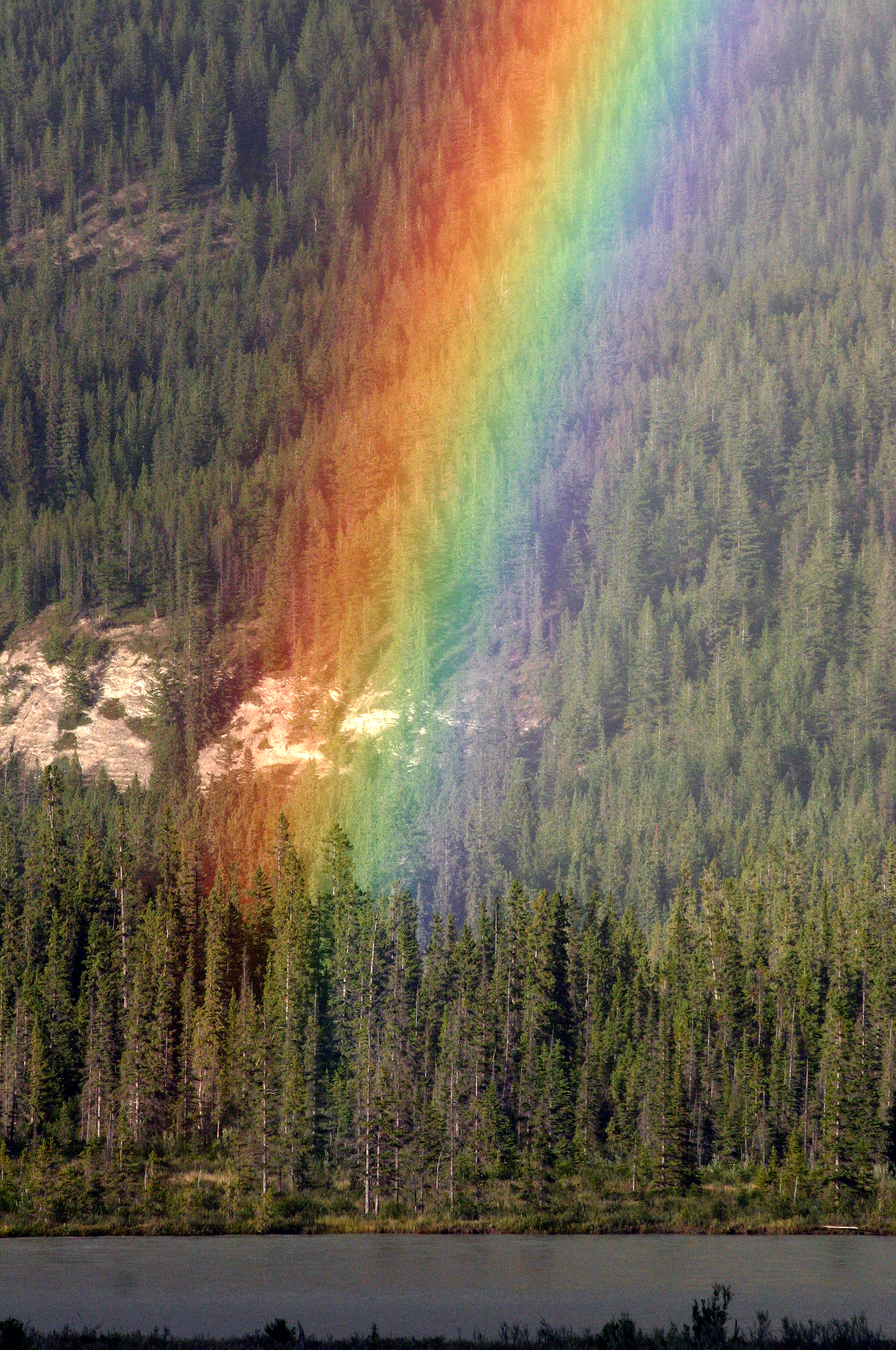
Радуга

## Мнемонические фразы
Цвета в радуге расположены в последовательности, соответствующей спектру видимого света. В русском языке существуют мнемонические фразы для её запоминания в порядке от красного (видимый свет с наибольшей длиной волны) до фиолетового (видимый свет с наименьшей длиной волны):
- Как однажды Жак-звонарь головой свалил фонарь[23], или Как Однажды Жак Звонарь Городской Сломал Фонарь.
- Каждый охотник желает знать, где сидит фазан.

Фразы являются акростихом, где начальная буква каждого слова соответствует начальной букве названия определённого цвета.
- Каждый — красный
- Охотник — оранжевый
- Желает — жёлтый
- Знать — зелёный
- Где — голубой
- Сидит — синий
- Фазан — фиолетовый

В английском языке используется акроним Roy G. Biv, состоящий из начальных букв цветов.

## Радуга в истории, мифологии и культуре

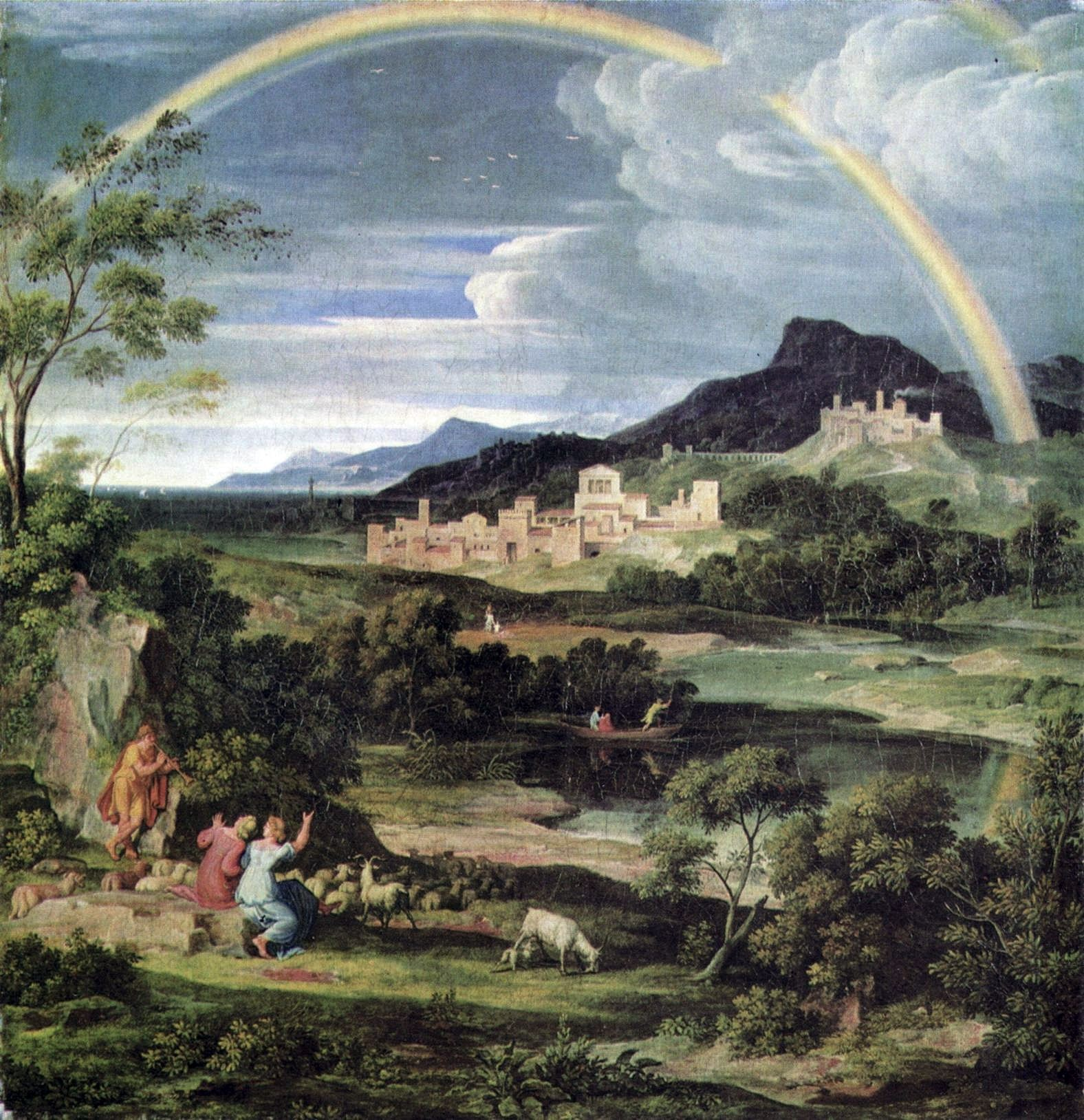
Йозеф Антон Кох. Героический ландшафт с радугой (1805)

- В скандинавской мифологии радуга — это мост Биврёст, соединяющий Мидгард (мир людей) и Асгард (мир богов); красная полоса радуги — вечный огонь, который безвреден для Асов, но сожжёт любого смертного, который попытается подняться по мосту. Охраняет Биврёст Ас Хеймдалль.
- В древнеиндийской мифологии — лук Индры, бога грома и молнии.
- В древнегреческой мифологии — дорога Ириды, посланницы между мирами богов и людей.
- В армянской мифологии радуга — это пояс Тира (первоначально бог солнца, потом — бог письменности, искусств и наук).
- По славянским поверьям, радуга пьёт воду из озёр, рек и морей, которая потом проливается дождём. Иногда она заглатывает вместе с водою рыб и лягушек, поэтому порою они падают с неба. Появление радуги предвещало несчастье, а пройдя под радугой, мужчина станет женщиной, а женщина — мужчиной[25].
- Согласно поверьям многих африканских народов, в тех местах, где радуга касается земли, можно найти клад (драгоценные камни, раковины каури или бисер).
- В мифологии австралийских аборигенов Радужный змей считается покровителем воды, дождя и шаманов.
- Ирландский лепрекон прячет горшок золота в месте, где радуга коснулась земли.
- В Коране радуга названа «семью путями», которыми человек возвращается к Аллаху после смерти (23:17[26]), поэтому в исламе долго смотреть на радугу не принято
- В Библии радуга появилась после всемирного потопа как символ прощения человечества, союза Бога и человечества (в лице либо через Ноя) и того, что потопа никогда больше не будет (Быт. 9:12—17).
«Я полагаю радугу Мою в облаке, чтоб она была знамением завета между Мною и между землёю. И будет, когда сгущу Я тучи над землёю, покажется радуга в облаке». Эту фразу толкователь Пятикнижия Раши объясняет так: «Когда сгущу Я тучи над землёю», — когда Мой Атрибут Суда будет подсказывать Мне навести на землю тьму и гибель, тогда… «появится радуга в облаке». То есть радуга показывается на небе тогда, когда человечество заслуживает гибели за свои грехи. «И будет, когда Я наведу облако на землю, то явится радуга в облаке; и Я вспомню завет Мой, который между Мною и между вами и между всякою душею живою во всякой плоти; и не будет более вода потопом на истребление всякой плоти». Согласно Талмуду, при жизни больших праведников нет нужды в этом знаке, так как Вселенная защищена от гибели их присутствием.
- В японской мифологии боги Идзанаги и Идзанами стояли на небесном мосту, окуная с него в море копьё, капли с которого стали японскими островами.
- Изображение радуги было личной эмблемой Екатерины Медичи.
- В книге Фрэнка Баума «Удивительный волшебник из страны Оз» и в снятом по ней фильме девочка Дороти, пройдя под радугой, попадает в Волшебную страну.

## Радуга и ассоциированные термины
- Ирис — цветок с богатой гаммой цветов;
- Иридий — металл, цвета соединений которого дают практически полную радугу;
- Радужная оболочка глаза по-латыни «ирис»;
- Ирисовая диафрагма напоминает радужную оболочку глаза;
- Присутствует в названиях музыкальных групп (к примеру, Rainbow).

## Радуга как символ
- Семицветная радуга изображена на флаге Еврейской автономной области.
- Корабли всемирной природоохранной организации «Гринпис» носят название «Rainbow Warrior» (англ. Воин Радуги).
- В 1970-х годах семицветный радужный флаг стал символом движения коренных народов Южной Америки в Боливии, Перу, Чили и Эквадоре. Он также является официальным флагом перуанского города Куско.
- В 1978 году радужный флаг (как правило, шестицветный, без голубого цвета) был впервые использован на гей-прайде в Сан-Франциско как символ поддержки прав ЛГБТ-сообщества[27].

### На русском языке
- Афанасьев А. Н. Народные поэтические представления радуги // Филологические записки. 1865.
- Нуссенцвейг X. Теория радуги // Успехи физических наук, 1978.— т.125, вып.7. (Перевод из Nussenzveig, H. Moyses, «The Theory of the Rainbow», Scientific American, 236 (1977), 116.
- Миннарт М. Свет и цвет в природе. — М.: «Наука», 1969. — 344 с.
- Тарасов Л. В. Тарасова А. Н. Беседы о преломлении света, М.: Наука, 1982. 176 с., серия Библиотечка «Квант», выпуск 18.
- Зверева С. В. В мире солнечного света. — Л.: Гидрометеоиздат, 1988. — 160 с. — 151 000 экз.

### На английском языке
- Robert Greenler Rainbows, Halos, and Glories.— 1980 ISBN 0-521-38865-1
- Raymond L. Lee and Alastair B. Fraser, The Rainbow Bridge: Rainbows in Art, Myth and Science, (2001) Penn. State University Press and SPIE Press ISBN 0-271-01977-8
- David K. Lynch & William Livingston, Color and Light in Nature, 2nd edition (2001) ISBN 0-521-77504-3
- Minnaert M. G. J. Light and Color in the Outdoors, 1995 ISBN 0-387-97935-2
- Minnaert M. The Nature of Light and Color in the Open Air. 1973 ISBN 0-486-20196-1
- Naylor, John, Out of the Blue, 2002, ISBN 0-521-80925-8
- Bleicher, Steven (2004) Contemporary Color: Theory & Use p6. Delmar. ISBN 1-4018-3740-9: «However, most people can only discern six of these hues; they have trouble telling the difference between indigo and violet.»

### На русском языке
- Свет И Цвет
- Этимология и семантика слова 'радуга'
- Рене Декарт «О радуге»
- Хаскелевич Д.-Б. Оптико-мистический феномен радуги (Ноев Завет в толковании Каббалы)

### На английском языке
- About rainbows
- Supernumerary and Multiple Rainbows
- Spectacular rainbow at Elam Bend (McFall, Missouri)
- Finding and Photographing rainbow
- Kamal Al-Din Al-Farisi’s Explanation of the Rainbow
- Creating Circular and Double Rainbows! — видео рассказывает основы физики радуги, показана искусственная радуга ночью, двойная радуга и круговая.